# Paulin Martin
Jean-Pierre-Paulin Martin (Lacam-d'Ourcet, 21 luglio 1840 – Amélie-les-Bains-Palalda, 14 gennaio 1890) è stato un biblista e orientalista francese di fede cattolica.

## Biografia
Conclusi gli studi superiori come allievo del monaco benedettino Bernard de Montfaucon, si laureò in teologia nell'istituto della Chiesa di Saint-Sulpice a Parigi, nella quale conobbe il biblista Arthur-Marie Le Hir. Essendo troppo giovane per l'ordinazione, si trasferì a Roma per frequentare il Pontificio Seminario Francese (in latino: Pontificium Seminarium Gallicum). Dopo aver partecipato ad alcuni lettorati all'Università Gregoriana, divenne sacerdote nel 1863.
Cinque anni più tardi conseguì nella capitale il dottorato in teologia sacra e la licenza in diritto canonico. Studioso dell'ebraico, ampliò i suoi interessi di ricerca al siriaco, all'aramaico e all'arabo.
Nel 1868 ritornò in Francia, prestando servizio come curato in varie parrocchie, finché nel 1878 ottenne la cattedra di Sacra Scrittura e di Lingue Orientali all'Istituto Cattolico di Parigi, incarico che ricoprì fino alla morte.  I suoi studi si focalizzarono nell'ambito dell'interpretazione della Genesi e dell'Esodo, nella critica testuale del Nuovo Testamento, e dal 1886 al 1889 sulla formazione del Pentateuco.
A causa di problemi di salute che si aggravavano negli anni, il sacerdote e teologo modernista Alfred Loisy lo sostituì in un crescente numero di responsabilità. Nel 1881, ottenne l'affidamento della cattedra dell'ebraico, seguita tre anni più tardi dalla prima docenza di esegesi biblica e, a partire dal 1886, anche i corsi di assiro. 
Martin morì nel 1890. Fulcran Vigouroux, membro della Compagnia dei sacerdoti di san Sulpizio, subentrò in quella che era stata la sua cattedra per due decadi.